# Multiple signal classification
MUltiple SIgnal Classification (MUSIC、MUSIC法)は周波数推定や波源推定に用いられるアルゴリズムである。

## 概要
多くの実用的な信号処理問題における目的は、受信信号が依存するパラメータ群を測定値から推定することである。これらの問題にはいくつかのアプローチが提案されており、例えば、最尤推定法（Maximum likelihood method）や最大エントロピー法（Maximum entropy method）などである。これらのアプローチは多くの問題で成功しており、広く利用されているが、バイアスや感度（ロバスト性）などの問題で本質的に適用範囲が限られる。Pisarenkoはデータモデルの構造を初めて利用した人物の一人で、共分散を利用したアプローチを用いてノイズ存在下における複素正弦波のパラメータ推定を行った。Schmidt、およびこれとは独立にBienvenuは、任意形状のセンサアレイに対する測定モデルを初めて利用した。Schmidtはノイズなしの条件下で完全な幾何的な解を初めて導出し、この幾何的な概念をノイズ存在下における合理的な近似解の導出に拡張した。SchmidtのアルゴリズムはMUSIC (Multiple signal classification)法と呼ばれ、広く研究されている。多数のシミュレーションによる詳細な評価により、リンカーン研究所（MIT）は、近年用いられる高解像度なアルゴリズムの中でも、MUSICは最も有望であり、将来の主要な研究やハードウェア実装の候補であると結論している。MUSICの利点は本質的であるが、パラメータ空間探索のための計算コストや、校正データ保存のためのストレージが必要である。

## 周波数推定における計算例
MUSICは信号、もしくは自己相関行列の周波数成分を固有空間法によって推定する。本手法では、ガウス分布のホワイトノイズ存在下に、{\displaystyle p}個の複素正弦波を含む次元{\displaystyle M}の信号{\displaystyle {\boldsymbol {x}}}を仮定し、これに対して、自己相関行列{\displaystyle R_{x}}を考える。自己相関行列の固有値が降べきの順にソートされているとし、最初の{\displaystyle p}個の固有値に対応する固有ベクトル（すなわち、分散が大きな方向に対応する固有ベクトル）が張る部分空間を信号部分空間と呼ぶ。残りの{\displaystyle M-p}個の固有ベクトルは信号部分空間に直交する部分空間を張り、内部にはノイズのみが含まれている。なお、{\displaystyle M=p+1}としたときのMUSICはPisarenko harmonic decompositionと同一となる。本手法のキーポイントは、Pisarenkoの推定式の性能を向上させるため平均化を用いることである。MUSICの周波数推定関数は、
{\displaystyle {\hat {P}}_{MU}(e^{j\omega })={\frac {1}{\sum _{i=p+1}^{M}|{\boldsymbol {e}}^{H}{\boldsymbol {v}}_{i}|^{2}}}}
である．ここで、{\displaystyle {\boldsymbol {v}}_{i}} はノイズ固有ベクトルであり、
{\displaystyle {\boldsymbol {e}}={\begin{bmatrix}1&e^{j\omega }&e^{j2\omega }&\cdots &e^{j(M-1)\omega }\end{bmatrix}}^{T}}
である。周波数推定関数の{\displaystyle p}個のピークは、信号成分における{\displaystyle p}個の周波数推定値を与える。
MUSICはPisarenko法の一般化である。Pisarenko法では、ただ1つのみの固有ベクトルと自己回帰係数のセットが使用された。これらの零点は解析的な手法か、多項式の根を求めるアルゴリズムを使用して求めることができる。これと比較して、MUSICはいくつかの関数を仮定するため、零点は存在しない可能性があり、代わりにいくつかの極小値が存在する．これらの極小値は、推定関数のピークを数値的に探索することで得ることができる。